# Dédée d'Anvers
Dédée d'Anvers és una pel·lícula de l'any 1948 dirigida per Yves Allégret i protagonitzada per Simone Signoret i Bernard Blier.

## Argument
El port d'Anvers envoltat de tenebres, uns sòrdids carrerons i un bordell, el Big Moon, ple de música, fum i gent solitària. Dédée (Simone Signoret) és la més jove, bella i trista de les prostitutes del prostíbul freqüentat pels mariners. La hi va dur Marco (Marcel Dalio), l'home que l'explota i el seu amant. Dédée no es fa il·lusions, però voldria deixar la feina i conèixer la felicitat. Una nit, mentre cerca clients al port, coneix un marí napolità, Francesco (Marcello Pagliero), el qual li compra el temps, però només per a poder parlar amb ella. L'italià és amable, sembla un home diferent als altres i li demana que fugi amb ell. Dédée, que mai abans s'havia enamorat, dubta i té por.

## Context històric i artístic
Dédée d'Anvers és un gran clàssic del cinema francès, fenomenal drama portuari de passatges romàntics, personatges de cinema negre i desenllaç de culminació tràgica. Va ésser realitzat pel cineasta parisenc Yves Allégret a la mida de Simone Signoret, actriu francesa d'origen alemany, llavors la seua muller, a la qual tornaria a dirigir en tres ocasions més. Aquesta és la pel·lícula que va fer Signoret -reincident en els rols de prostituta i perdedora- una de les grans estrelles del cinema francès de postguerra. El film multiplica els seus valors amb el magnetisme i talent expandit en cadascuna de les seqüències en les quals ella intervé.
Un altre dels atractius més perceptibles del quart llargmetratge d'Allégret també salta a la vista: les falses localitzacions, ja que el municipi belga d'Anvers va denegar qualsevol permís de rodatge al port. El bon ofici de l'escenògraf Georges Wakhévitch i el prodigiós treball del director de fotografia Jean Bourgoin van fer possible que l'artifici creat en els estudis es tornés art cinematogràfic, enriquint els aspectes expressionistes d'un commovedor relat de sentiments contradictoris i somnis desesperats. Així, la trista història de Dédée, a la qual el públic va compadir i estimar, transcorre entre decorats d'exultant i misteriosa plasticitat. És un retrat ple d'emoció, tendresa i intensa poètica del fracàs. És un exemple de cinema extraordinari en què Yves Allégret recull el testimoni de les millors obres de Marcel Carné, en especial la també esplèndida Le quai des brumes (1938).

## Frases cèlebres
| « | "No sé el que passarà demà, ni dins d'una estona, però ara mateix crec que t'estimo... No ho hauria de dir, però t'estimo." (Marcello Pagliero com a Francesco) | » |

## Curiositats
- Un dels personatges de la pel·lícula Le Dernier des immobiles (Nicola Sornaga, 2003) parla d'aquesta pel·lícula.[2]

## Premis
- 1948: Festival Internacional de Cinema de Venècia (nominada al Gran Premi Internacional).[3]